# Conistra ragusae
Conistra ragusae is een vlinder uit de familie uilen (Noctuidae). De wetenschappelijke naam is voor het eerst geldig gepubliceerd in 1890 door Failla-Tedaldi.
De soort komt voor in Europa.